# Austral (Währung)
Der argentinische Austral (Währungssymbol: ₳, ein A mit Querstrich; Code: ARA) war vom 15. Juni 1985 bis zum Ende des Jahres 1991 die Währung Argentiniens. Er war in 100 Centavos unterteilt. Die Währung ersetzte den früheren Peso Argentino im Verhältnis 1:1000.
1985 wurden Münzen zu ½, 1, 5, 10 und 50 Centavos geprägt. Sie zeigten auf der Rückseite verschiedene Tiere bzw. das Wappen Argentiniens. 1989 wurden Münzen zu 1, 5 und 10 Austral herausgegeben, die berühmte Häuser der argentinischen Geschichte zeigten. Später wurden aufgrund der Inflation auch Münzen zu 100, 500 und 1000 Austral geprägt, sie zeigten alle das Wappen Argentiniens.
Als Banknoten wurden 1985 provisorisch Peso-Argentino-Scheine verwendet, auf die der Wert in Austral abgedruckt war. Später wurden eigene Scheine im Wert von 1 bis 500.000 Austral gedruckt.
Am 1. Januar 1992 löste der neue argentinische Peso den Austral im Verhältnis 10.000 Austral = 1 Peso ab. 

## Darstellung auf Computersystemen
Das Währungssymbol ist in Unicode als U+20B3 austral sign im Block Währungszeichen enthalten.